# سیدی بن عده
سیدی بن عده (به عربی: سيدي بن عدة) یک شهرداری در الجزایر است که در استان عین تموشنت واقع شده‌است. سیدی بن عده ۷۲٫۸۸ کیلومتر مربع مساحت و ۱۴٬۰۸۶ نفر جمعیت دارد.